# Doornpanne
La zone naturelle du Doornpanne est un domaine protégé situé entre Coxyde-Village, Coxyde-les-Bains et Ostdunkerque, en Belgique dans la commune de Coxyde, dans la province de Flandre-Occidentale.
Zone relativement petite (18 ha), elle est connue pour abriter le Hoge Blekker, la plus haute dune du pays, culminant à 33 mètres de hauteur.

## Particularités
- Le Hoge Blekker, la plus haute dune de Belgique.